# Gorgoneion

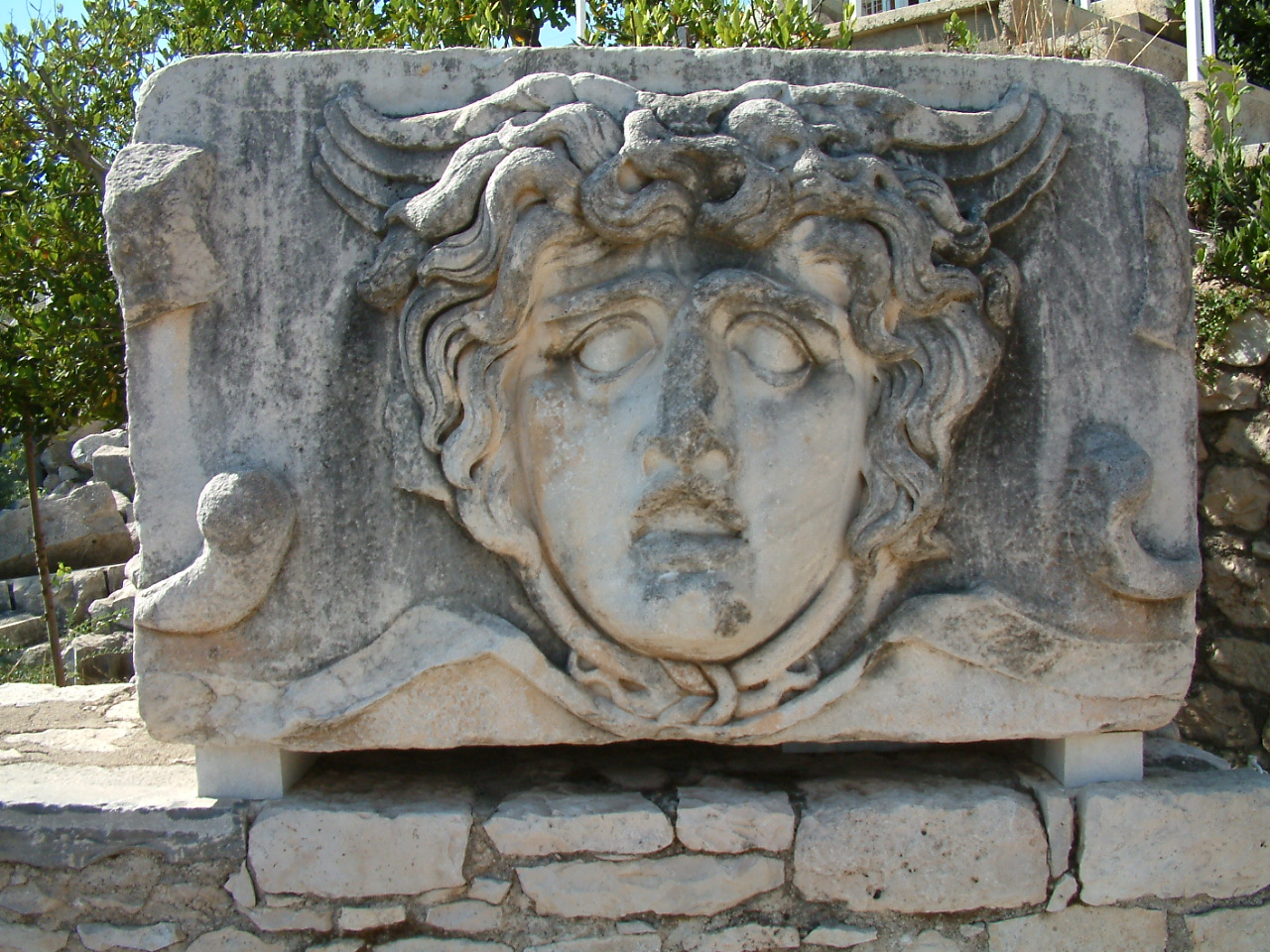
Gorgoneion. Onderdeel van de tempel van Apollo te Didim, Turkije.

Gorgoneion (Gr. γοργόνειον - "gorgonenkop") is de klassiek archeologische en kunsthistorische term voor een ornament in de vorm van een gorgonenkop.
Gorgonen waren monsterlijke vrouwen uit de Griekse mythologie. Ze hadden de slagtanden van een everzwijn en een slangennest in plaats van hoofdhaar. Ieder die hen aankeek zou in steen veranderen. Een gorgoneion is daarmee een apotropaion par excellence. Vaak zien we daarom een gorgonenkop als ornament op bijvoorbeeld Romeinse wapenrustigen terug (hetgeen eveneens een verwijzing is naar Athena/Minerva, de godin van de strijdkunst, die een gorgoneion op haar aigis droeg).
Gorgoneia kwamen frequent voor als antefixen op Griekse en Etruskische tempels, maar ook op munten en op Grieks aardewerk (bijvoorbeeld in de tondi op kylikes).

## Trivia
- Het Italiaanse topmerk Versace maakt gebruik van een gorgoneion in het logo.